# Hatsavan
Hatsavan (armeniska: Հացավան) är en ort i Armenien. Till 2 mars 1940 hette den Sisian (armeniska: Սիսիան). Den ligger i provinsen Siunik, i den sydöstra delen av landet, 150 km sydost om huvudstaden Jerevan. Hatsavan ligger 1 761 meter över havet och antalet invånare är 15 208.
Terrängen runt Hatsavan är huvudsakligen kuperad, men söderut är den bergig. Hatsavan är det största samhället i trakten. 
Trakten runt Hatsavan består i huvudsak av gräsmarker. Runt Hatsavan är det ganska glesbefolkat, med 42 invånare per kvadratkilometer.